# Гран Торино (филм)
Гран Торино (енгл. Gran Torino) је амерички филм из 2008. у режији и продукцији Клинта Иствуда. У главним улогама су Клинт Иствуд и Би Ванг.

## Радња
Волту Ковалском (Клинт Иствуд) се не допада када се у његово суседство доселе азијски имигранти. Ситуација постаје врло напета кад ухвати тинејџера Таоа у покушају да му украде ауто, Гран Торино из 1972. Ковалски, коме је недавно умрла жена, а деца и унуци отишли својим путем, постепено се спријатељи са дечаком и његовом породицом сазнајући доста о њиховој култури. Његова расистичка уверења временом ће нестати и он ће покушати да заштити Таоа и његову сестру Су од локалне банде.

## Улоге
| Глумац          | Улога          |
| --------------- | -------------- |
| Клинт Иствуд    | Волт Ковалски  |
| Би Ванг         | Тао Ванг Лор   |
| Кристофер Карли | Отац Јанович   |
| Ани Хер         | Су Лор         |
| Брајан Хејли    | Мич Ковалски   |
| Џералдина Хјуз  | Карен Ковалски |
| Дрима Вокер     | Ешли Ковалски  |

## Критике
Филм је генерално добио добре оцене од критичара. У „Њујорк тајмсу“ је наглашен посмртни тон који доминира филмом. Манола Даргис из Њујорк тајмса упоредила је Иствудову присутност у филму са Прљавим Харијем и Човеком без имена, рекавши: „Прљави Хари се на неки начин вратио у Гран Торину, не као лик, него духом. Он лебди у филму, у његовим темама и сликама великих калибара, те наравно најочитије у лицу г. Иствуда. То је сада монументално лице, тако наборано и набрано да више и не изгледа исушено, као што је то био случај протеклих деценија, него више налик окамењеном дрвету.“ На крају га је оценила са 4 од 5 звездица. Лос Анђелес Тајмс такође је хвалио Иствудову глуму и веродостојност као акционог јунака у добу од 78 година. Кенет Туран коментарисао је Иствудову глуму: „То је филм који се не може замислити без глумца у главној улози. Идеја о 78-годишњем акционом јунаку може звучати противуречно, али Иствуд успева, иако је његова опасност више вербална него физичка. Чак и са 78, Иствуд може реченицу »Макните се са мог травњака« учинити једнако претећом као »Улепшај ми дан«, а кад каже »Пробушићу ти рупу у лицу и заспати као беба«, то звучи као да то заиста и мисли.“ Према подацима од 16. јануара 2009, филм на „Трулим парадајзима“ има 76% позитивних критика од укупно њих 144. На Метакритику резултат је 73/100 на основу 23 критике.